# Chahar Mahal och Bakhtiari
Chahar Mahal och Bakhtiari (persiska چهارمحال و بختیاری) är en provins i Iran. Den har 947 763 invånare (2016), på en yta av 16 328 km².
Största stad och administrativ huvudort är Shahr-e Kord. Några av de övriga städerna i provinsen är Ardal, Ben, Borujen, Boldaji, Faradonbeh, Farsan, Gandoman, Hafshejan, Lordegan och Saman.

## Administrativ indelning
Provinsen Chahar Mahal och Bakhtiari var vid folkräkningen 2016 indelad i 9 delprovinser (shahrestan), i sin tur indelade på ytterligare administrativa nivåer.
- Ardal
- Ben
- Borujen
- Farsan
- Kiar
- Kuhrang
- Lordegan
- Saman
- Shahr-e Kord